# Andavías
Andavías è un comune spagnolo di 480 abitanti situato nella comunità autonoma di Castiglia e León.